# エミール・エルンスト
| エルミニア | 1910年10月6日 | MPC |

エミール・エルンスト(Emil Ernst、1889年6月6日-1942年6月26日)は、ドイツの天文学者で、小惑星発見者である。
ドイツ南部にあるルプレヒト・カール大学ハイデルベルクのケーニッヒシュトゥール天文台で1918年に博士論文を書いた。
当時、マックス・ヴォルフの指導の下で、ケーニッヒシュトゥール天文台は世界の小惑星発見の中心地であった。彼がそこにいる間、エルンストは、メインベルトの小惑星エルミニアを発見した。